# Гафенлор
Гафенлор (нім. Hafenlohr) — громада в Німеччині, знаходиться в землі Баварія. Підпорядковується адміністративному округу Нижня Франконія. Входить до складу району Майн-Шпессарт. Складова частина об'єднання громад Марктгайденфельд.
Площа — 11,33 км2. Населення становить 1834 ос. (станом на 31 грудня 2020).

## Галерея

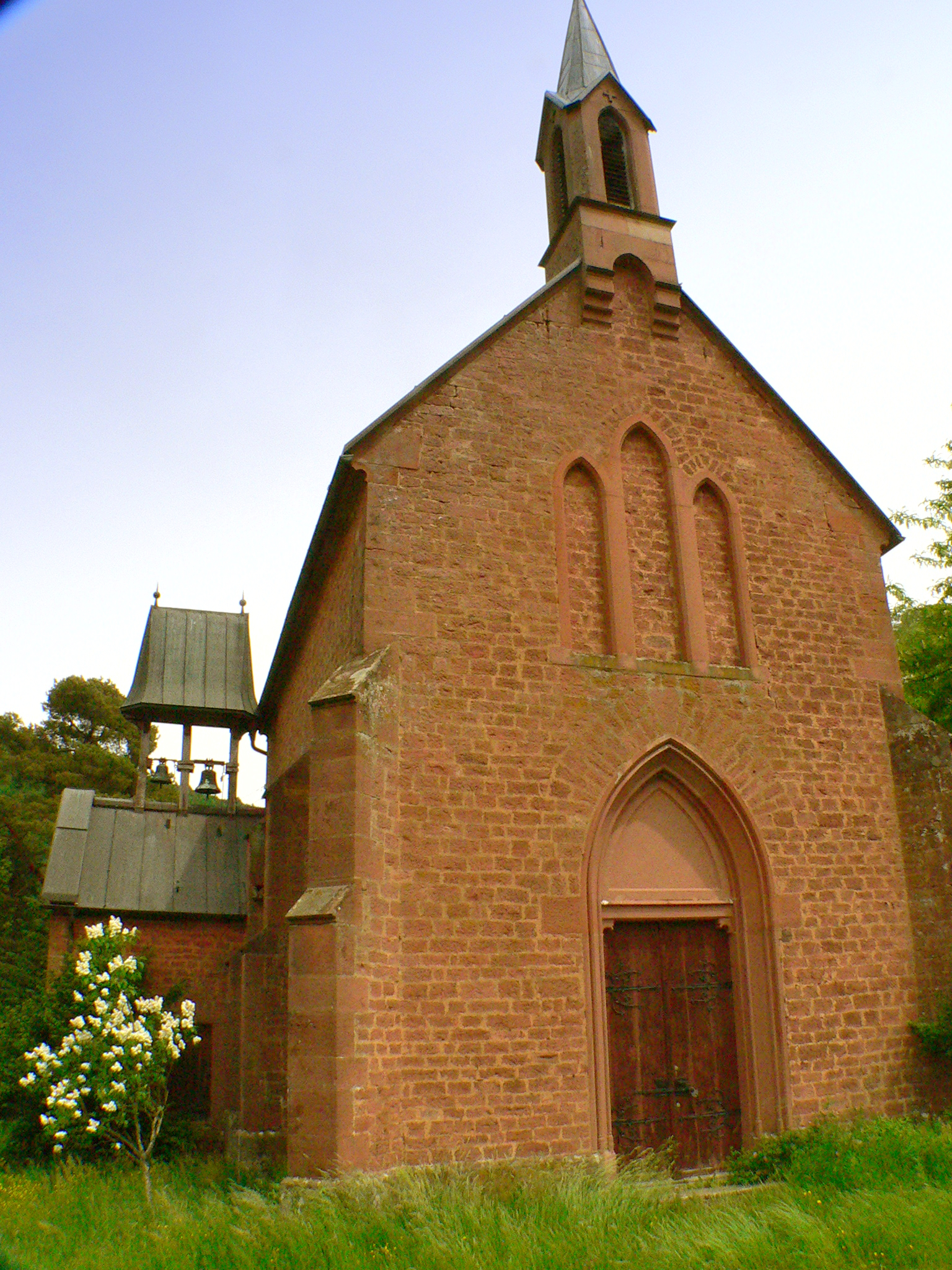